# Charles Mérouvel
Charles Mérouvel, pseudonyme de Charles Chartier né le 1er décembre 1832 à L'Aigle, et mort le 20 juin 1920 à Mortagne-au-Perche, est un romancier et dramaturge français.
Il inaugura la célèbre collection à 65 centimes, « Le Livre populaire », éditée par Fayard. Si les livres de Charles Mérouvel semblent démodés, il fut avec Xavier de Montepin, Jules Mary, Emile Richebourg, Pierre Decourcelle et Georges Ohnet, un des maîtres du roman populaire mondain, qui irrite souvent par sa complaisance dans la description de la vie des classes aisées, à la fin du XIXe siècle, avec hôtels particuliers, châteaux en province, nobles châtelaines, traîtres à monocles, et où le peuple n’apparaît guère que sous la livrée de domestiques tantôt dévoués corps et âme à leurs maîtres, tantôt envieux, sournois et méchants. L’auteur cherche à dépeindre les dernières années d’un monde condamné, vivant sur lui-même de ses souvenirs et de sa grandeur passée, sans prise sur l’avenir.

## Biographie

### Enfance et jeunesse

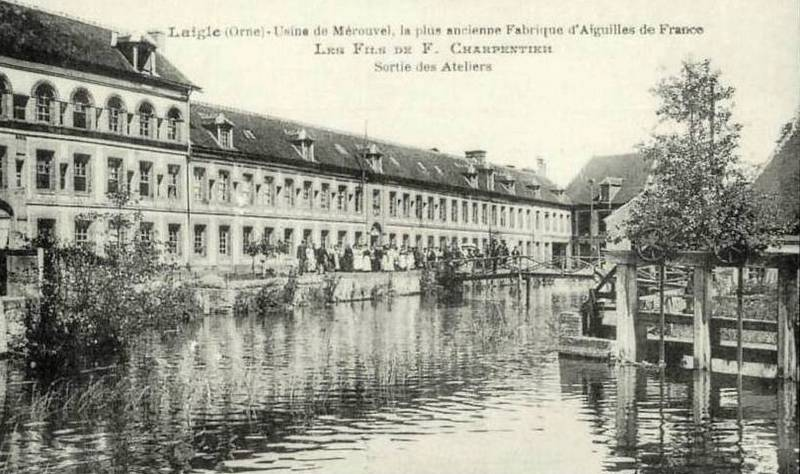
L’Aigle.

Né Charles Michel Eloi Chartier, le 1er décembre 1832 à L’Aigle, d’Armand Chartier et de Valérie Touchard, ses parents tenaient une épicerie mercerie gros et détail rue Thiers, ainsi qu’une petite fabrique de cierges et chandelles. Son père tenait souvent l’orgue de saint Martin. Il a pris, plus tard, son pseudonyme de Mérouvel du nom de ce hameau de L’Aigle, quartier des premières manufactures épinglières, où il possédait une propriété. Ses parents ont eu six enfants dont les deux premiers moururent prématurément. Il a fait, ainsi que son frère Henri, de brillantes études au petit séminaire de Sées. Il obtient son baccalauréat en 1853 et est placé à Paris chez un notaire, Me Denormandie. En 1856, il se fait inscrire au barreau de Paris comme avocat, puis à celui de L’Aigle l’année suivante. Ces activités l’inspireront plus tard pour ses romans. En 1857, il épouse Camille Vantillard, âgée de dix-huit ans, fille de l’industriel. Le jeune couple s’installe à Paris où il dévore rapidement sa petite fortune. De leur union naîtront un garçon et trois filles.

### Vie de famille
Revenu à L’Aigle comme avocat, il est attaché à l’étude de Me Beautier, notaire, pour le commerce des biens. Il réside dans une belle maison de la rue Saint-Jean. Sa fille aînée Jeanne et son fils Charles y naissent. Il vend ensuite cette maison à des amis, les Maillard, et sa deuxième fille vient au monde dans une autre maison, au 34 de la même rue. La troisième, Charlotte, devait naître à Mérouvel dans la demeure qu’il avait fait construire en 1867, après le passage de la ligne du chemin de fer. Le terrain touchait celui de ses beaux parents. Aimant par-dessus tout la vie champêtre, les longues promenades en forêt et la chasse, Charles Chartier était un fort bel homme de grande taille, vêtu élégamment et, bien que d’origine modeste, sa prestance était celle d’un gentilhomme campagnard.

### Guerre de 1870
S’il n’avait pu effectuer son service militaire en raison d’une forte myopie, ce qui le contraint à toujours porter lorgnons, il ne s’en distingue pas moins comme franc-tireur pendant la guerre de 1870. Par arrêté préfectoral du 23 octobre 1870, il est autorisé à organiser un corps de francs-tireurs dont il aura le commandement avec le titre de capitaine dans l’avant-garde du général Malherbe. On rapporte à ce sujet une embuscade en forêt de l’Aigle, le long de la route, à l’endroit dit de « la Briqueterie » où cinq (six selon les sources) uhlans devaient trouver la mort. Leur officier, que sa cuirasse avait protégé, tomba de cheval mais, sous le choc, la pointe de son casque lui défonça le crâne. Ce fait d’armes sera repris, transposé dans le Morvan, dans un de ses romans, Les Trémor (1886). Après cet évènement, les Prussiens voulaient se venger en brûlant Mérouvel. Camille partit avec les trois enfants se cacher dans une ferme nommée le Perron, à Saint-Symphorien, jusqu’à ce que, la guerre terminée, les membres de la famille puissent revenir dans leur maison de Mérouvel où est née leur dernière fille Camille. Il a repris ses fonctions d’avocat à L’Aigle.

### Vers la gloire littéraire

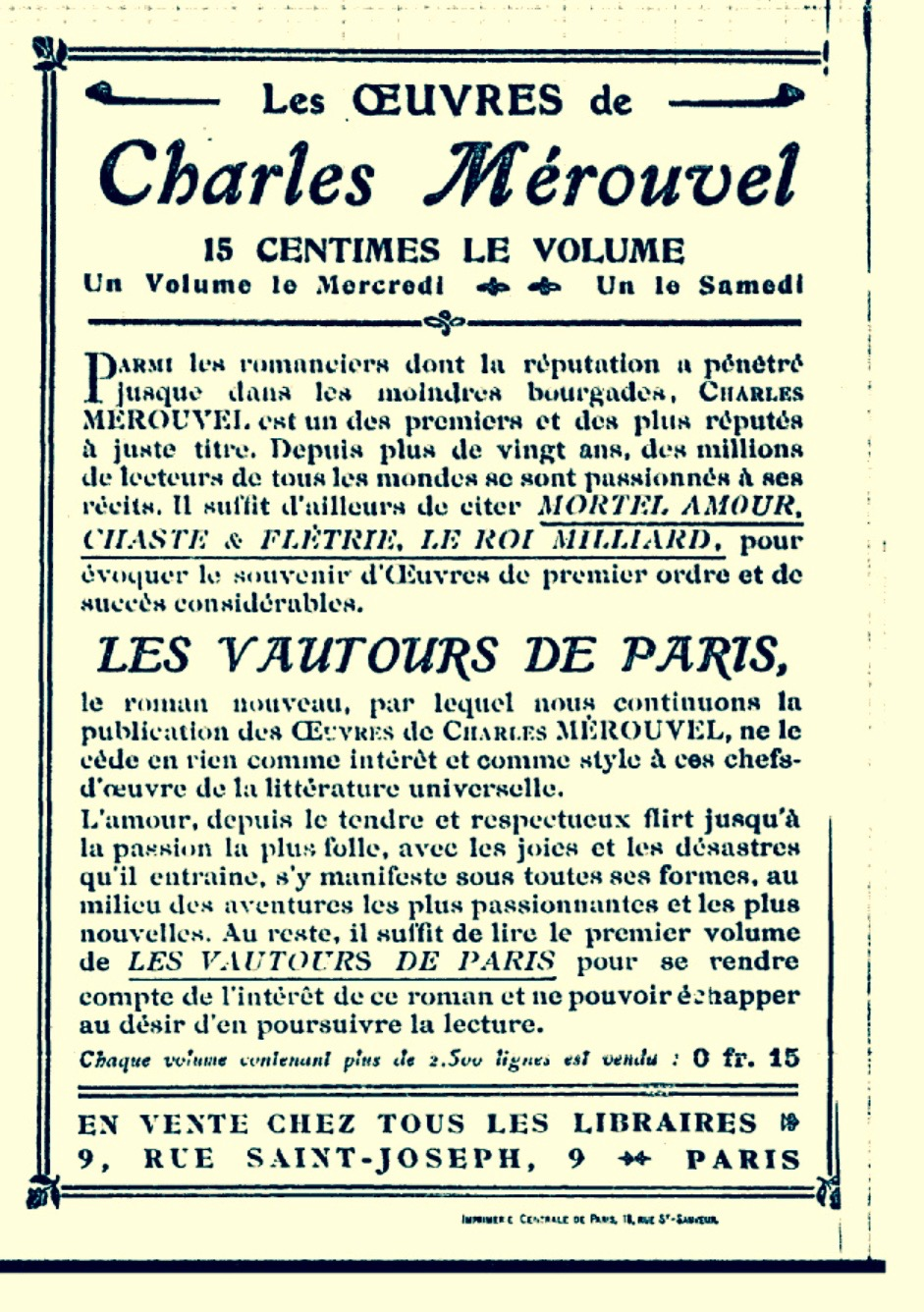
Charles Mérouvel.

Pendant ses loisirs, et avant d’être le romancier Mérouvel, l’avocat Chartier a d’abord écrit des articles dans un journal local sous le pseudonyme de Saint Yves. Il a également publié un ouvrage de droit sur l’hypothèque. Il voyage aussi très fréquemment pour son activité de commerce de biens immobiliers. De cette activité, il prend le goût d’investir dans des propriétés foncières et acquiert la parfaite connaissance des châteaux et parcs qui lui serviront de cadre pour ses romans. On sent chez Mérouvel l’amour des bois, des hautes futaies, des vastes clairières. C’est parmi ces paysages de forêt que se situent ses meilleures pages. Ses ambitions littéraires avaient pris la forme, dès 1853, à l’âge de 21 ans, d’une pièce Peines d’amour qui sera reçue, plus tard, au Théâtre Français. En 1876, il décide de retourner tenter fortune à Paris en écrivant des romans feuilletons pour les journaux.

### La consécration
Ce n’est qu’à 42 ans qu’il adopte le pseudonyme de Charles Mérouvel et devient un romancier populaire très prolifique. Pendant 45 ans, il ne cessera de publier au rythme de plusieurs volumes par an. Après la parution de ses premières œuvres en feuilleton dans la Petite République, il est devenu rapidement célèbre, et a reçu des commandes : Jean Dupuy l’appelle pour écrire des feuilletons dans Le Petit Parisien qu’il venait de fonder, et lui signe un contrat très avantageux. Il y publiera une grande partie de son œuvre. Puis de la presse, ses romans passent à l’édition : ils paraissent en librairie chez l’éditeur Édouard Dentu, dont le fond sera repris plus tard par Arthème Fayard. C’est ce dernier qui inaugurera sa fameuse collection du Livre Populaire avec Chaste et flétrie !, roman qui a connu un immense succès.

### Les romans

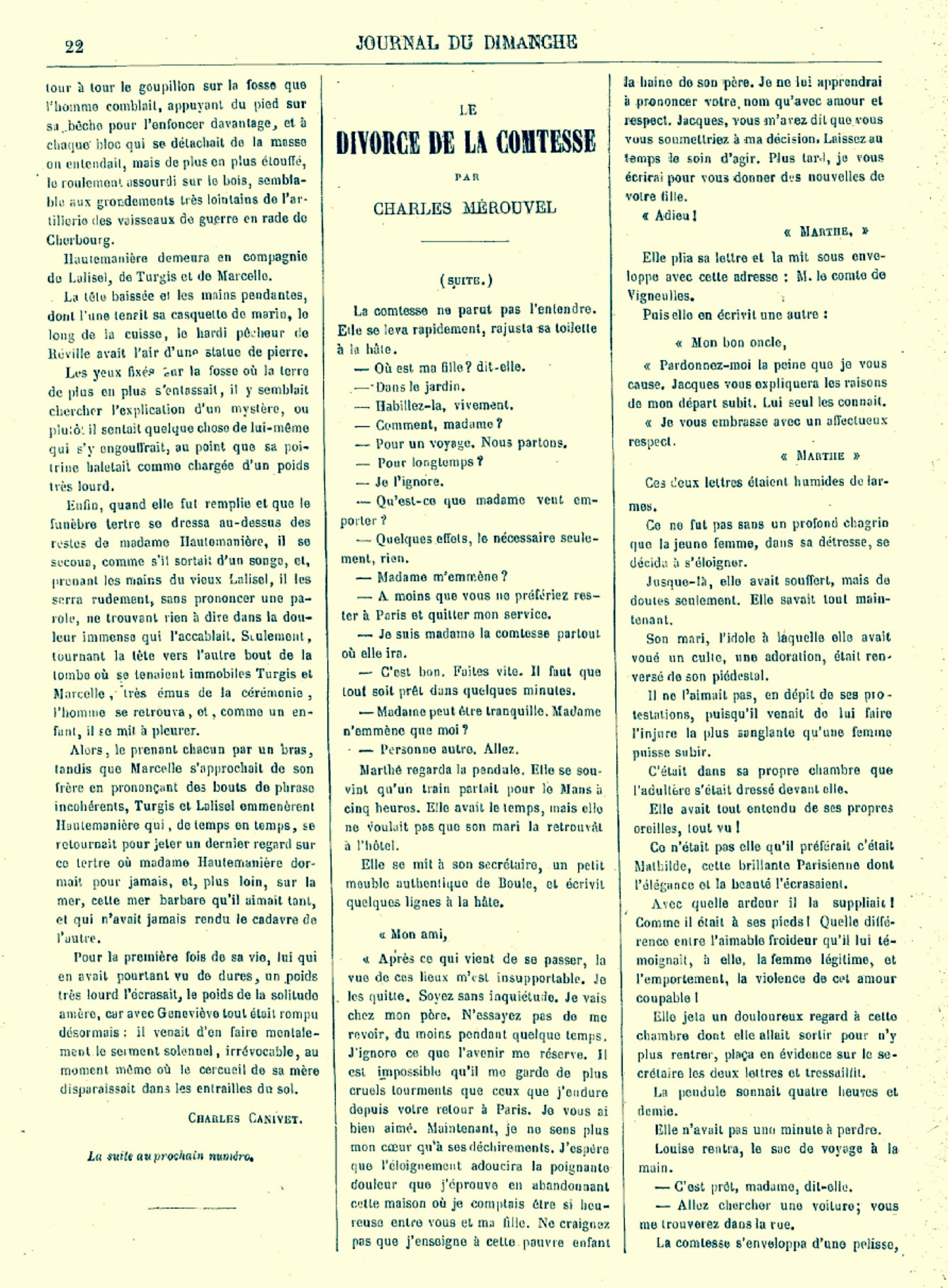
Page d’un feuilleton de Mérouvel dans Le Journal du dimanche.

Le Péché de la générale (1879) est certainement l’ouvrage le plus caractéristique de cette première période, roman à l’intrigue assez simple, bâti comme une pièce en trois actes et non dénué d’ambitions littéraires. Plus tard, il compliquera ses intrigues, usant des vieilles ficelles du métier sans toujours être soutenu par un canevas précis. Quand il se met à écrire uniquement pour Le Petit Parisien, dont il deviendra le feuilletoniste attitré, il choisira une vision artistique : il désapprouve en effet le « fantastique social » à la Eugène Sue ou à la Ponson du Terrail, où, par exemple, une belle jeune fille se voit contrainte par son entourage d’épouser un riche vieillard. On retrouve néanmoins à maintes reprises ces unions mal assorties, basées sur l’argent, dans ses romans. Certes, son petit monde est assez restreint. C’est d’abord une noblesse sans fonctions, dont les revenus proviennent de vastes domaines campagnards, où seules les carrières dans l’armée ou la diplomatie semblent autorisées : ces nobles passent une partie de l’année dans ses châteaux, en province, et l’autre à Paris, dans ses hôtels particuliers, proche du bois de Boulogne ou du parc Monceau. Parfois Mérouvel renouvelle son inspiration. Ainsi La Veuve aux cent millions (1884) met en scène Marguerite Boucicaut, la cofondatrice du Bon Marché, qu’il connaissait bien ; ou bien encore, il développe une rivalité entre deux frères dans L’Étranger (1904), voire une intrigue de roman d’espionnage dans Alliées ! (1929). Si son roman préféré reste Damnée (1899), il aurait aimé écrire plus de romans historiques comme il le fait avec Thermidor ! (1907). Ses romans connaissent, dès leur publication, un très gros succès. C’est certainement par les procédés propres au feuilleton qu’il sait retenir ses lecteurs, maîtrisant parfaitement l’art du suspense qui s’appelait alors « la suite au prochain numéro ».

### Lieux de prédilection
S’il a placé ses romans dans des châteaux un peu partout en France, c’est principalement dans sa Normandie natale, la région entre L’Aigle et Mortagne qu’il décrit toujours avec une certaine tendresse. S’il a décrit aussi la côte, car il affectionnait le Cotentin, sa prédilection va à la forêt normande, ainsi qu’à celle de Compiègne où il allait à la chasse, proche de son moulin de Bailly dans l’Oise. Peu après, il fait également l’acquisition de la terre de Surmont une propriété de 135 hectares, ferme et bois ayant appartenu aux comtes de Puisaye, gouverneurs de la province du Perche, qui habitaient Mortagne. Après Surmont, il achète, en 1898, la terre de Fel, près de Chambois, au marquis de Chasseloup-Laubat. C’est à l’église de Chambois que ses parents s’étaient mariés. Puis, il acquiert encore une villa, boulevard d’Hautpoul à Trouville, enfin un immeuble à Paris, rue de Bassano:252.

### La rencontre avec André Gide

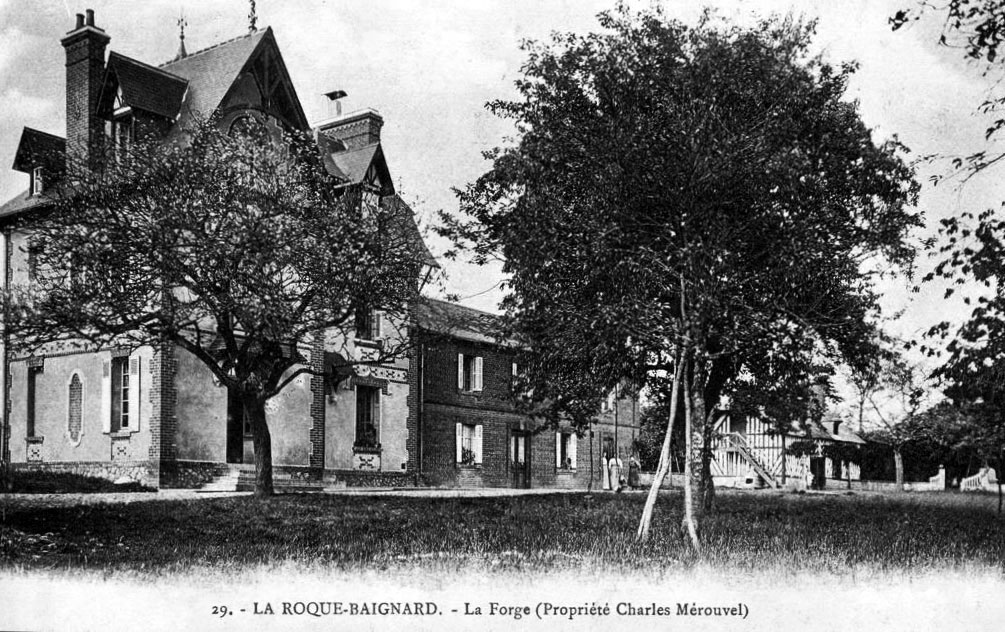
La Roque-Baignard - Manoir des Hêtres - La Forge.

À Paris, Mérouvel est un habitué d’un cercle d’arts et de lettres, le Cercle des Capucines, dans la rue éponyme, dont il est même un temps le président. Chaque mois, ce Cercle, un des plus distingués de la capitale, permettait d’avoir un invité. Ainsi Mérouvel y présente André Gide, qui habite alors le château de La Roque-Baignard, dans le Calvados. Gide s’étant plaint un jour que son régisseur le volait, Mérouvel lui offrit de reprendre son domaine, sauf le château. Il acquit donc les terres du village de La Roque-Baignard et y fit construire en 1902 une nouvelle résidence, baptisée « Le manoir des Hêtres - La Forge ».

### Vie parisienne
À Paris, Mérouvel côtoie un monde étranger assez disparate, où se comptent notamment des Sud-américains et des Levantins que  l’écrivain croque en personnages plus ou moins sympathiques dans ses romans. Un de ses grands amis, avocat à l’ambassade de Russie, s’appelle Barkowski, dit Barkof ; un autre, le prince Don Jaime de Bourbon, aime qu’on l’appelle Monseigneur. De son fauteuil à l’Opéra-Comique ou sous les lustres du Palais Garnier, il se passionne aussi pour nombre d’artistes, de musiciens ou de spectateurs, principalement féminins, que l’on retrouve dans ses romans:250.
La publication régulière de ses feuilletons lui étant une charge constante, il travaillait beaucoup et vivait, une partie de l’année, dans ses nombreux domaines. Élégant à la ville, on le croisait à la campagne avec un vieux pantalon à carreaux. Pour ses loisirs, il aimait à parcourir les champs et les forêts des environs dans une petite voiture attelée d’un cheval blanc qu’il conduisait tout près du fossé par peur des autos qu’il détestait à cause de leurs sirènes. Commençant à écrire très tôt et souvent jusque tard dans la nuit, il portait des manchettes en batiste, se servait d’un porte-plume en liège et de plumes d’oie, couvrant les pages d’une écriture très difficile à déchiffrer. Devenu veuf en 1900, il vit à partir de ce moment sur un train réduit, simplement servi par une femme de chambre alsacienne et une cuisinière bretonne. Il a habité, pendant 35 ans, un appartement parisien de la famille de Torcy, au no 2 de la rue Tronchet:250.

### Écrivain patriotique et fin de vie
Bien qu’il soit âgé de plus de 80 ans, la guerre de 1914 ne ralentit pas ses efforts littéraires. Il sacrifie alors, comme ses confrères, au genre « patriotique ». En 1920, ayant contracté une double pneumonie, il doit se retirer à Mortagne, auprès de son frère Henry, ancien sous-préfet devenu maire de cette ville. À sa mort, il est enterré au cimetière de cette ville:251. Si le ministre de l’Instruction publique, Georges Leygues, lui avait fait obtenir la Légion d’honneur, il avait toujours refusé de se présenter à l’Académie française. Il a été traduit en plusieurs langues.

### Romans

#### SérieLes Crimes de l'amour
- Chaste et Flétrie !, illustré par Amédée Daudenarde, Paris Dentu, 1889. lire en ligne sur GallicaD’abord publié en feuilleton dans Le Petit Parisien en 1888.
- Abandonnée !, Paris, Dentu, 1888.
- Mortes et Vivantes, Paris, Dentu, 1890.
- Fleur de Corse, édition illustrée par Charles Clérice, Paris, Dentu, 1895.

#### SérieVices du jour
- Madame la marquise, Paris, Dentu, 1887.
- Monsieur le marquis, Paris, Dentu, 1888.
- Le Marquis Gaëtan, Paris, Dentu, 1889.
- Un lys au ruisseau, Paris, Dentu, 1900.

#### Autres romans
- Mademoiselle de La Condemine, Paris, Dentu, 1876.
- Les Caprices de Laure, Paris, Dentu, 1877.
- Le Péché de la générale, mœurs contemporaines, Paris, Dentu, 1879.
- La Vertu de l'abbé Mirande, mœurs parisiennes, Paris, Dentu, 1879.
- La Filleule de la duchesse, Paris, Dentu, 1880.
- La Maîtresse de M. le ministre, Paris, Dentu, 1881.
- Jenny Fayelle, Paris, Dentu, 1881.
- Le Krach, mœurs du jour, Paris, Dentu, 1882.
- Les Deux Maîtresses, Paris, Dentu, 1882.
- Le Mari de la Florentine, Paris, Dentu, 1882 (suite de Les Deux Maîtresses)
- Caprices de dames, Paris, Ollendorff, 1882.
- Les Derniers Kérandal (I. Mademoiselle de Fonterose ; II. Juana Trélan), Paris, Dentu, 1883.
- Les Secret de Paris (I. Angèle Méraud ; II. Mademoiselle Jeanne), Paris, Dentu, 1883-1884.
- La Veuve aux cent millions, Paris, Dentu, 1884.
- Le Divorce de la comtesse, Paris, Dentu, 1885.
- Le Roi Crésus, Paris, Dentu, 1885.
- Les Trémor (I. Le Gué-aux-Biches ; II. Solange Fargeas), Paris, Dentu, 1886.
- Dos à dos, Paris, Dentu, 1886.
- Thérèse Valignat, Paris, Dentu, 1886.
- La Rose des Halles, Paris, Librairie illustrée, 1887.
- Une nuit de noces, Paris, Dentu, 1887.
- Les Drames de l'amour, suivi de La Comtesse Hélène, Paris, Dentu, 1889.
- La Vierge de la Madeleine, Paris, Dentu, 1890.
- Confession d’un gentilhomme, Paris, Dentu, 1891.
- Haine et Amour, Paris, Dentu, 1891.
- Femme de chambre, Paris, Dentu, 1891.
- La Vertu de l'abbé Mirande, mœurs parisiennes, Paris, Dentu, 1891.
- La Fille sans nom, Paris, Dentu, 1892.
- Médecins d’eaux. Le Docteur Mont-Dore, Paris, Dentu, 1892.
- Mortel Amour, Paris, Dentu, 1892.
- Le Roi Milliard, Paris, Dentu, 1893.
- Mademoiselle Jeanne, Paris, Dentu, 1893.
- L'Honneur ou la Vie, Paris, Dentu, 1894.
- Pour un regard, Paris, Dentu, 1894.
- Riches et Pauvres (I. Thérèse Montaron ; II. Le Rameau d’olivier), Paris, Dentu, 1895.
- Rochenoire (I. La Fille de l'amant ; II. Trois ans de mariage), Paris, Dentu, 1895.
- La Rose des Halles, Paris, Dentu, 1896.
- Fièvre d'or (I. Le Crime de Jacques Fougeret ; II. L’Enfer de Paris), Paris, Dentu, 1897.
- La Roche sanglante (I. Fille de millionnaire ; II. Sans pitié), Paris, Dentu, 1898.
- Les Crimes de l'argent (I. La Fille de l’amant ; II. Vierge et déshonorée), Paris, Dentu, 1898.
- Damnée, Paris, Dentu, 1899.
- Deux Passions, Paris, Montgredien, 1899.
- Chaste et Flétrie !, Paris, Librairie Arthème Fayard, 1900.
- L'Étranger (I. Le Mariage de Jean de Bures ; II. L’Obsession), Paris, Combet, 1904.
- Val-aux-Biches, Paris, F. Juven, 1905.
- Rose Estérel, Paris, F. Juven, 1905 (Suite de Val-aux-Biches)
- Sang rouge et Sang bleu !, Paris, F. Juven, 1906.
- Thermidor ! (I. Jean-la-Mort ; II. Le Drame d’Argouges), Paris, F. Juven, 1907.
- Misère et Beauté (I. Sans tombeau ; II. L’Une ou l’Autre), Paris, Tallandier, 1907.
- Noëlla (I. Le Roman d’Hélène ; II. Seule), Paris, F. Juven, 1908.
- Le Violoneux, Paris, Société d’édition et de publications, 1908 (réédité chez Tallandier en 1954 sous le titre Le Secret du violoneux)
- Diane de Briolles, Paris, Fayard, coll. « Le Livre populaire » no 89, 1912.
- Meurtrier de sa femme, Paris, Tallandier, coll. « Le Livre national. Les Crimes de l’amour » no 311, 1916.
- Caprices des dames, Paris, Rouff, coll. « Grande collection nationale » no 121, 1918.
- Courtes Ivresses, Paris, Tallandier, coll. « Le Livre national » no 296, 1923 (publication posthume).
- La Conquête de Gabrielle, Paris, Tallandier, coll. « Le Livre national. Romans populaires » no 501, 1925 (publication posthume).
- Le Calvaire dorée, Paris, Tallandier, coll. « Le Livre national » no 558, 1926 (publication posthume).
- L'Affaire de Fontaine-aux-Bois, Paris, Tallandier, coll. « Le Livre national. Romans populaires » no 536, 1926 (publication posthume).
- Martha, Paris, Tallandier, coll. « Le Livre national. Romans populaires » no 624, 1928 (publication posthume).
- Alliées ! (I. Le Crime de Gisèle ; II. Tragique Mariage), Paris, Tallandier, coll. « Le Livre national. Romans populaires » no 681, 1929 (publication posthume)
- Juste Revanche, Paris, Tallandier, coll. « Le Livre national » no 708, 1929 (publication posthume).
- Jacqueline, Paris, Tallandier, coll. « Le Livre national. Romans célèbres de drame et d’amour » no 145, 1930 (publication posthume).
- Les Deux Pères, Paris, Tallandier, coll. « Le Livre national » no 723, 1930 (publication posthume).
- Haine éternelle, Paris, Tallandier, coll. « Le Livre national » no 777, 1931 (publication posthume).
- L'Engrenage, Paris, Tallandier, coll. « Le Livre national » no 823, 1931 (publication posthume).
- Madeleine et Marcelle, Paris, Tallandier, coll. « Le Livre national » no 824, 1931 (publication posthume).
- La Faute de Madeleine, Paris, Tallandier, coll. « Le Livre national » no 909, 1933 (publication posthume).
- Autour d'une faute, Paris, Tallandier, coll. « Le Livre national » no 944, 1934 (publication posthume).
- Un drame du divorce, Paris, Tallandier, coll. « Le Livre national » no 945, 1934 (publication posthume).

### Recueils de nouvelles
- Amours mondaines (I. Octave ; II. Peines d’amour ; III. Sous la cendre ; IV. La Paille et le feu), Paris, Dentu, 1881.

### Théâtre
- Les Souvenirs, comédie en 1 acte, Paris, P. Montauzé, 1876.
- Peines d'amour, comédie en 5 actes, Paris, P. Montauzé, 1877.

### Livret d’opéra
- Les Jacques, opéra en 4 actes, musique de R.-A. Grisy.

### Ouvrage de droit
- De l'hypothèque, Paris, C. de Mourgues, 1856 (signé du patronyme Charles Charlier).

## Galerie

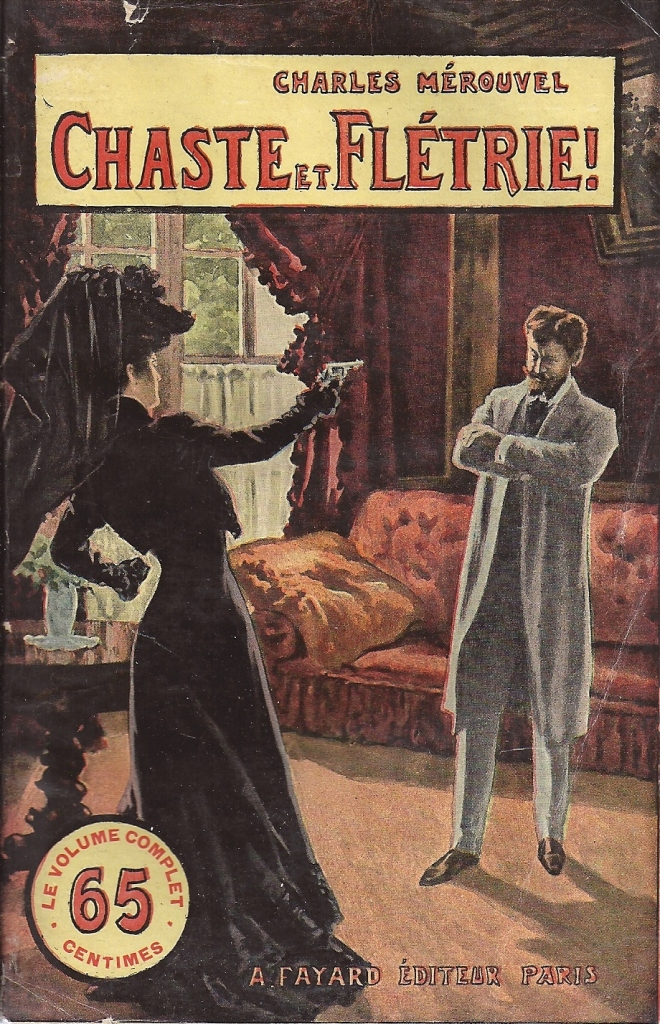
Le premier ouvrage de la collection à 65 centimes, Chaste et flétrie.
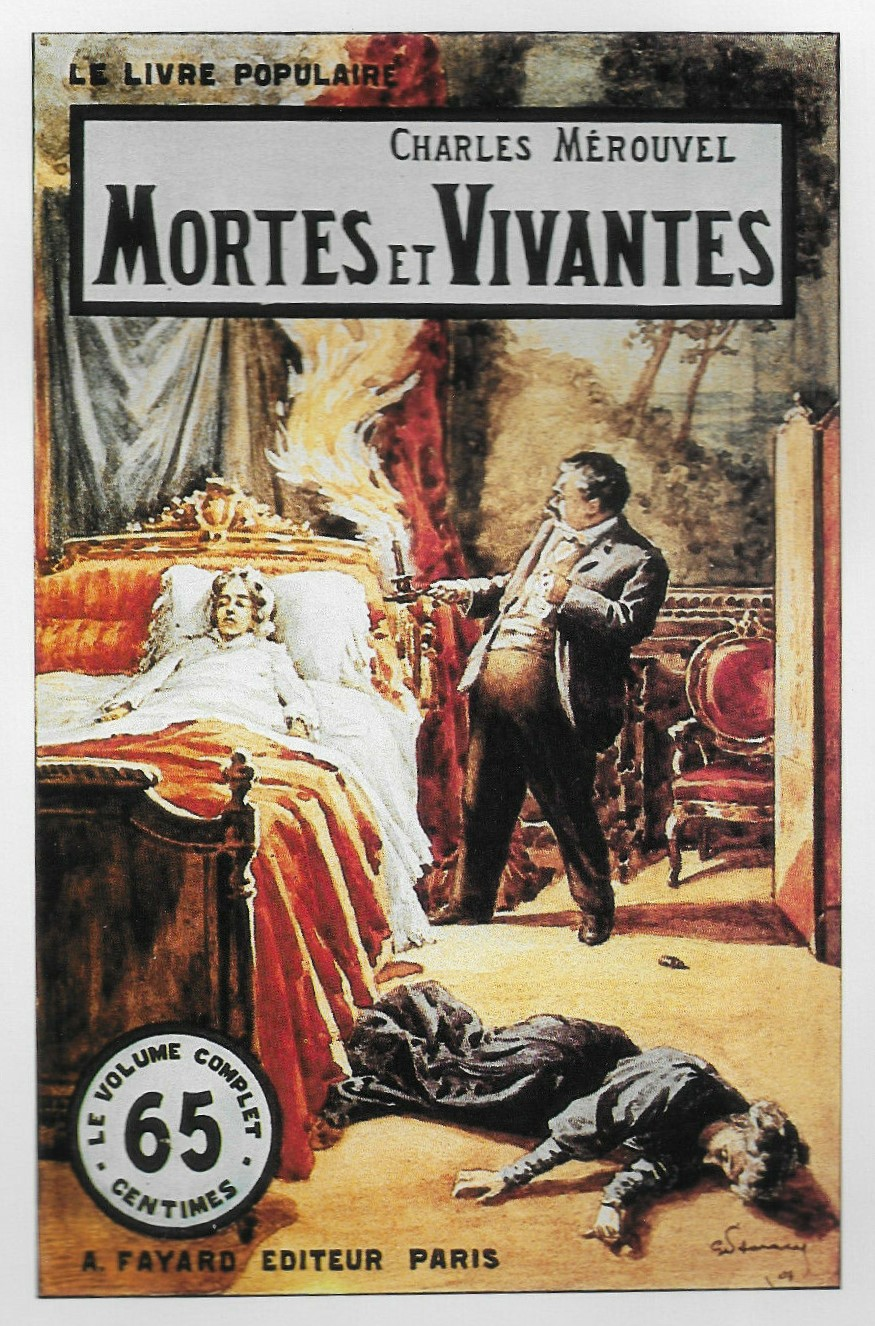
Couverture de Mortes et vivantes.
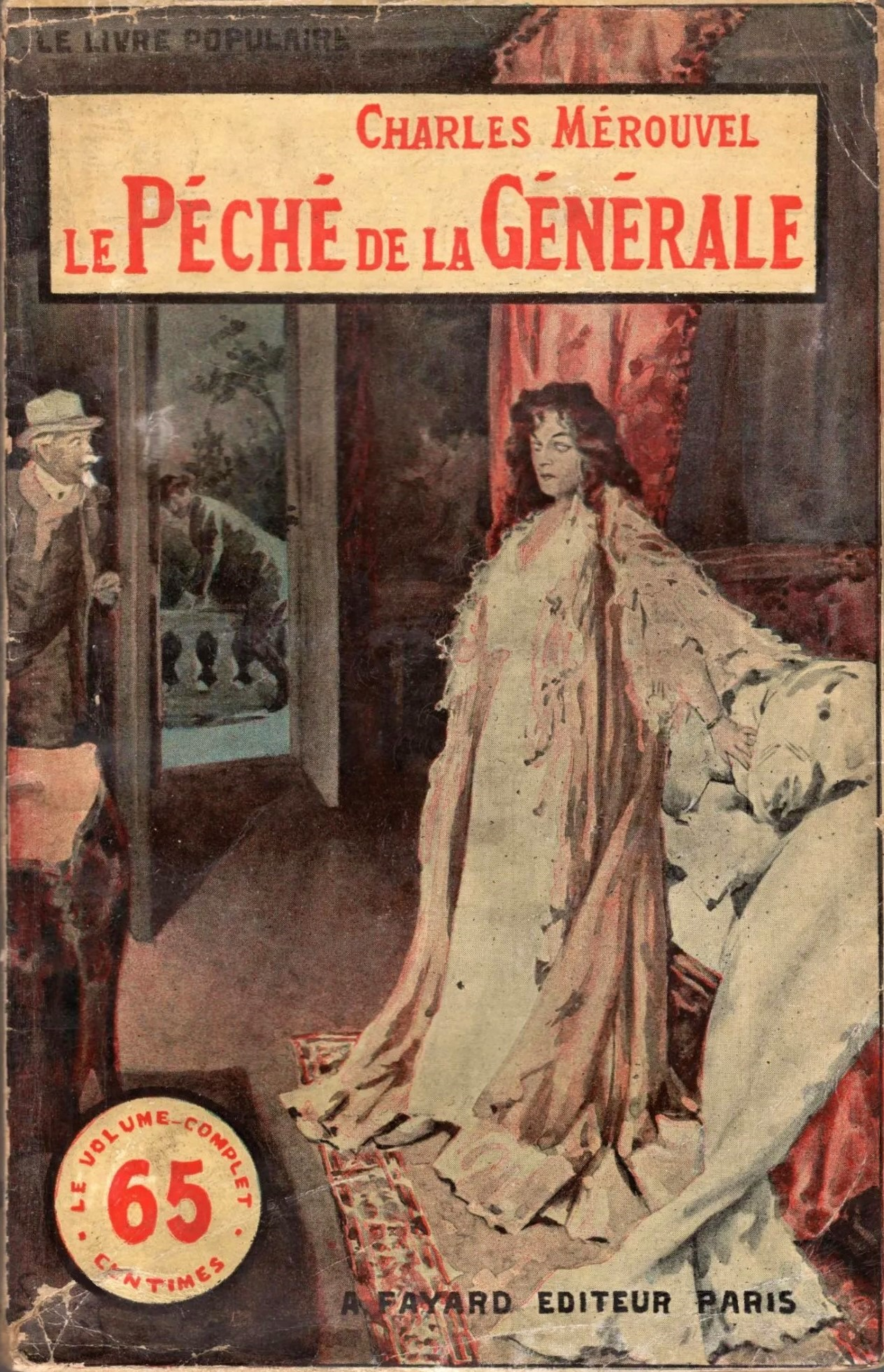
Couverture du Péché de la générale.
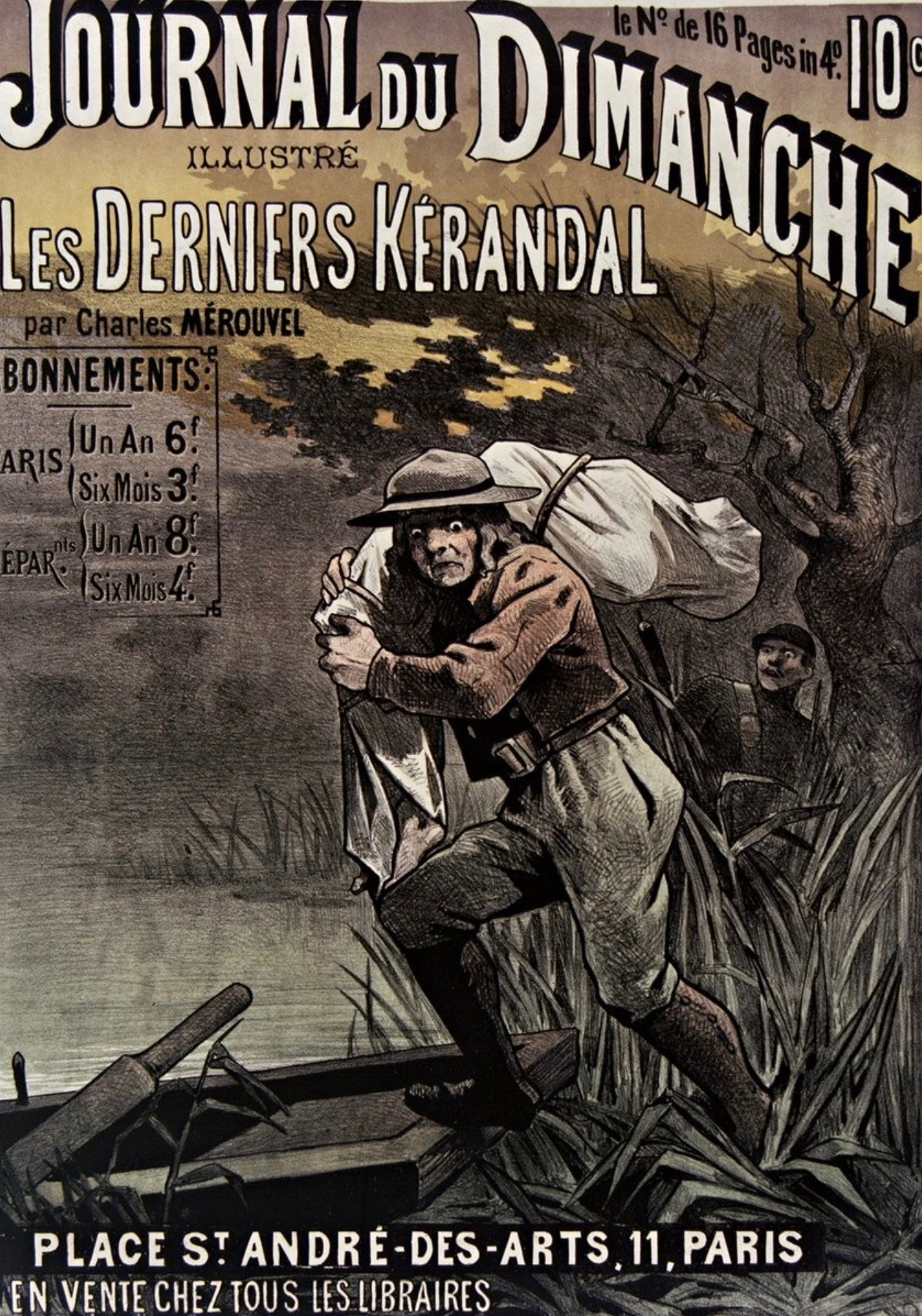
Couverture du Dernier des Kerandal dans Le Journal du dimanche illustré.
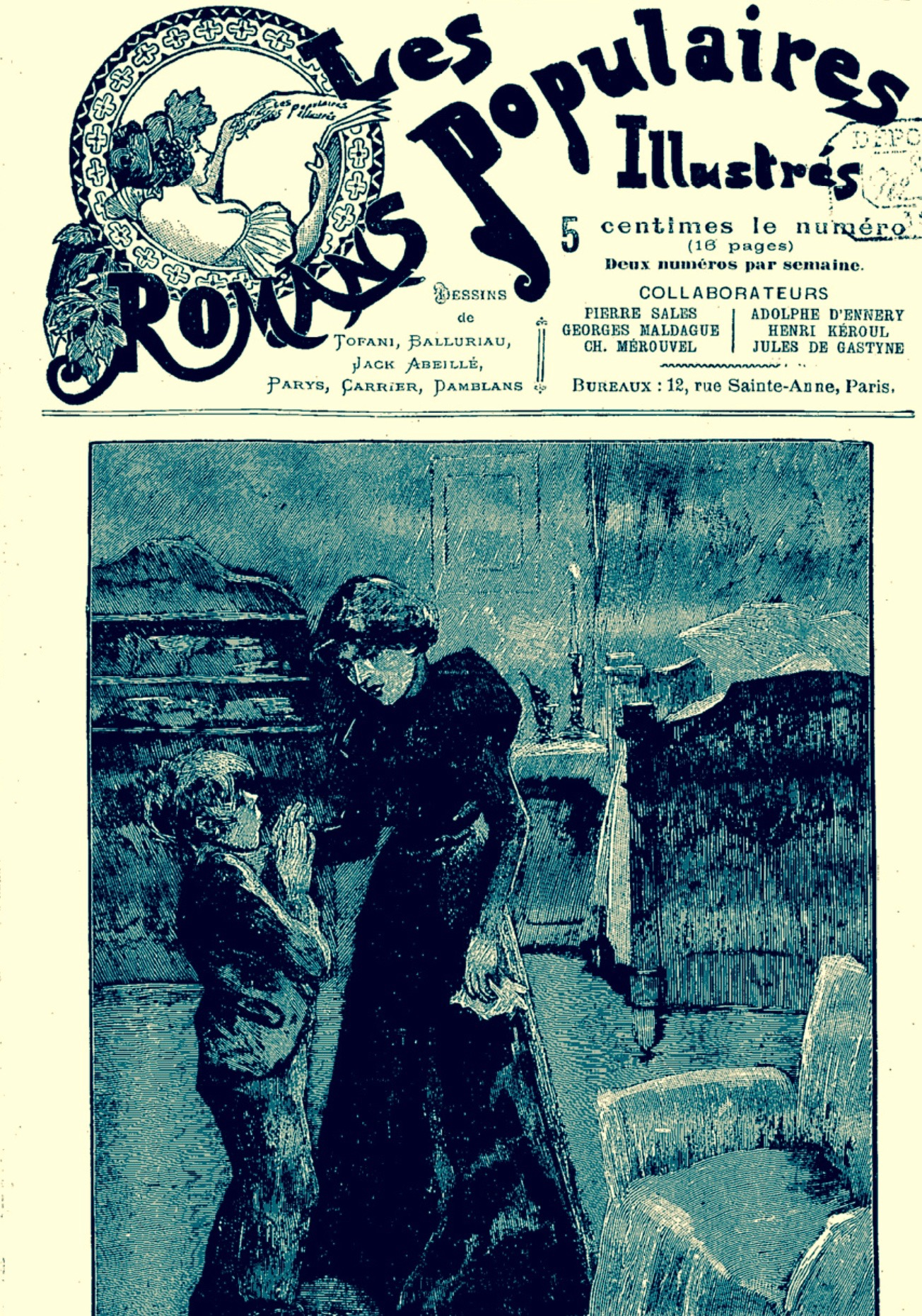
Frontispice d’un numéro de la collection « Les romans populaires illustrés ».